# South Burlington
South Burlington je město v okresu Chittenden County ve státě Vermont ve Spojených státech amerických. Jedná se o druhé největší město ve Vermontu po městě Burlington, se kterým zároveň přímo sousedí.
K roku 2020 zde žilo 20 292 obyvatel. S celkovou rozlohou 77 km² byla hustota zalidnění 475 obyvatel na km². Ve městě sídlí potravinářská firma Ben & Jerry's a nachází se zde rovněž největší nákupní centrum ve Vermontu zvané University Mall.